# Pierre Antoine Meilheurat
Pierre Antoine Meilheurat est un homme politique français né le 26 mai 1791 à Gannat (Allier) et mort le 4 avril 1864 à Moulins (Allier).

## Biographie
Pierre Antoine Meilheurat est le fils de Jean Baptiste Meilheurat, médecin, maire de Gannat de 1800 à 1802, et de Louise Bougarel, fille de Philibert Bougarel, sieur de Marmagne, conseiller du roi en l'élection de Gannat. Il est le frère de Barthélémy Meilheurat, qui a été député de l'Allier de 1831 à 1834.
Il s'occupe d'abord de littérature et fait représenter une comédie à l'Odéon en 1812. Il entre ensuite dans l'administration des ponts et chaussées, puis devient officier du génie. Substitut à Moulins, puis procureur du roi en 1823 et conseiller à la cour d'appel de Riom en 1834. Il est député de l'Allier de 1837 à 1848, siégeant dans la majorité soutenant la Monarchie de Juillet. Il est directeur des affaires criminelles et des grâces au ministère de la justice en 1841.
Après 1848, il abandonne la vie politique et professionnelle et se retire dans sa propriété de L'Épine à Monétay-sur-Allier pour se consacrer à son activité d'homme de lettres et de dramaturge (Essais dramatiques, 1858 ; Comédies, dialogues et drames en vers, 1860).
Il est enterré à Moulins.